# Liste der Kulturdenkmäler in Lötzbeuren
In der Liste der Kulturdenkmäler in Lötzbeuren sind alle Kulturdenkmäler der rheinland-pfälzischen Ortsgemeinde Lötzbeuren aufgeführt. Grundlage ist die Denkmalliste des Landes Rheinland-Pfalz (Stand: 10. August 2023).

## Einzeldenkmäler
| Bezeichnung              | Lage                  | Baujahr                     | Beschreibung | Bild                           |
| ------------------------ | --------------------- | --------------------------- | --- | ------------------------------ |
| Hofanlage                | Oberstraße 2 Lage     | 1852                        | Hofanlage; Fachwerkhaus, teilweise verputzt, Mansarddach, um 1800, Fachwerkstall und -scheune, bezeichnet 1852                                  | Fotos hochladen                |
| Wohnhaus                 | Oberstraße 3/5 Lage   | spätes 18. Jahrhundert      | Fachwerkhaus, teilweise massiv, verschiefert oder verkleidet, Mansarddach, wohl aus dem späten 18. Jahrhundert                                  | Fotos hochladen                |
| Wohnhaus                 | Oberstraße 4 Lage     | 18. Jahrhundert             | teilweise massiv oder verschiefert, 18. Jahrhundert                                                                                             | BW                             |
| Wohnhaus                 | Oberstraße 11/13 Lage | 19. Jahrhundert             | Fachwerkhaus, 19. Jahrhundert; Nr. 11 teilweise verputzt oder verschiefert, Nr. 13 teilweise massiv                                             | BW                             |
| Hofanlage                | Oberstraße 12 Lage    | 19. Jahrhundert             | Winkelhof; Fachwerkhaus, teilweise verschiefert, 19. Jahrhundert, Fachwerkscheune und -stall, 18. oder 19. Jahrhundert                          | BW                             |
| Evangelische Pfarrkirche | Unterstraße 1 Lage    | 1717/18                     | zweiachsiger Saalbau, 1717/18, neuromanischer Westturm, 1828, Architekt Ferdinand Nebel, Koblenz                                                | weitere Bilder Fotos hochladen |
| Wohnhaus                 | Unterstraße 2 Lage    | um 1800                     | Fachwerkhaus, teilweise massiv oder verschiefert, Mansarddach, wohl um 1800                                                                     | BW                             |
| Wohnhaus                 | Unterstraße 4 Lage    | 18. Jahrhundert             | Fachwerkhaus, teilweise massiv oder verschiefert, im Kern aus dem 18. Jahrhundert, rückwärtig Fachwerkanbau                                     | Fotos hochladen                |
| Hofanlage                | Unterstraße 8/10 Lage | 19. Jahrhundert             | Hofanlage, 19. Jahrhundert; Wohnhaus mit Kniestock, teilweise verschiefert, Fachwerk-Stallscheune, teilweise verschiefert                       | BW                             |
| Wohnhaus                 | Unterstraße 16 Lage   | Anfang des 19. Jahrhunderts | Fachwerkhaus, teilweise verschiefert, Mansarddach, Anfang des 19. Jahrhunderts                                                                  | BW                             |
| Hofanlage                | Unterstraße 26 Lage   | 19. Jahrhundert             | Hofanlage, 19. Jahrhundert; Fachwerk-Quereinhaus, teilweise massiv oder verschiefert, ehemaliger Fachwerk-Stall oder Backhaus, teilweise massiv | BW                             |